# Rosa Linn
Pour les articles homonymes, voir Linn.
Rosa Linn est une chanteuse et réalisatrice arménienne, née le 20 mai 2000 à Vanadzor. Elle représente l'Arménie au Concours Eurovision de la chanson 2022 avec sa chanson Snap.

## Jeunesse
Roza Kostandyan naît en 2000 à Vanadzor en Arménie, et grandit dans la même ville. Elle commence à jouer du piano à l'âge de six ans. En 2013, elle participe à la sélection nationale dans le but de représenter l'Arménie au Concours Eurovision de la chanson junior 2013, avec sa chanson Gitem, sans la remporter.

## Carrière
C'est en 2020 que la carrière de Rosa Linn débute, au sein de la maison de disques Nvak Collective, fondée par la chanteuse arméno-américaine Tamar Kaprelian.

En septembre 2021 sort sa première chanson, intitulée King, en duo avec la chanteuse américaine Kiiara. Elle la présente en novembre de la même année sur Arménie 1.

### 2022: Eurovision
En février 2022, une rumeur court selon laquelle Rosa Linn est la représentante choisie en interne par Arménie 1 pour représenter son pays au Concours Eurovision de la chanson. Cette rumeur se confirme le 11 mars; sa chanson, intitulée Snap, ainsi que le clip, sortent le 19 mars,.

Rosa participe à la première demi-finale, le mardi 10 mai 2022, où elle est la dix-septième à représenter l'Arménie au concours. Qualifiée, elle participe à la finale du samedi 14 où elle finit à la 20ème place du classement final.

## Discographie

### Singles
- 2021 − King (avec Kiiara)
- 2022 − Snap
- 2022 − WDIA (Would Do It Again) (avec Duncan Laurence)
- 2023 − Never Be Mine
- 2023 − Hallelujah
- 2024 - Where Do I Go (avec Vianney)[7]